# Еширол
Еширол (фр. Echirolles) насеље је и општина у источној Француској у региону Рона-Алпи, у департману Изер која припада префектури Гренобл.
По подацима из 2011. године у општини је живело 35.995 становника, а густина насељености је износила 4579,52 становника/km². Општина се простире на површини од 8 km². Налази се на средњој надморској висини од 237 метара (максималној 395 m, а минималној 217 m).

## Демографија
| 1962. | 1968.  | 1975.  | 1982.  | 1990.  | 2011.  |
| ----- | ------ | ------ | ------ | ------ | ------ |
| 7.111 | 15.429 | 33.288 | 37.360 | 34.435 | 35.995 |

График промене броја становника у току последњих година